# The Elephant Man
(John Merrick)
The Elephant Man è un film biografico del 1980 diretto da David Lynch.
Il film è stato adattato dai libri The Elephant Man and Other Reminiscences del dottor Frederick Treves e The Elephant Man: A Study in Human Dignity di Ashley Montagu. Ben accolta all'epoca della distribuzione, la pellicola consacrò i protagonisti Anthony Hopkins, John Hurt, Hannah Gordon e altri membri del cast.

## Trama
Nella Londra di fine Ottocento, il povero deforme John Merrick viene scoperto da un medico di buon cuore, il dottor Frederick Treves, durante uno spettacolo di strada gestito dall'avido e malvagio signor Bytes. Merrick presenta numerose deformazioni in gran parte del corpo, soprattutto nel capo, per via della sua sindrome di Proteo, tanto da venire soprannominato l'Uomo Elefante; per non essere deriso quando cammina in mezzo alla gente comune, Merrick indossa in testa un sacco bucato cucito ad un cappello, in modo tale da coprire le deformità del viso e del cranio. Bytes si ritiene il proprietario di Merrick, tanto che vuol essere pagato per cederlo a Treves, che per un breve periodo lo porta al suo ospedale per mostrarlo ai colleghi. Appena Merrick fa ritorno dal suo "proprietario", il quale è in stato di ebbrezza, viene picchiato violentemente davanti al giovane aiutante di Bytes. Treves arriva in aiuto di Merrick e lo riporta in ospedale.
In ospedale l'aspetto di Merrick terrorizza le infermiere, così Treves è costretto a trasferirlo in quarantena e a sottoporlo alla tutela della capo-infermiera Madre Shead. Treves durante il primo giorno di ricovero parla col direttore dell'ospedale, Mr. Francis Carr Gomm, il quale gli ricorda di non potere tenere sotto osservazione persone incurabili. Per dimostrare che l'uomo deforme non è completamente ritardato, Treves gli insegna alcune parole da dire all'arrivo del direttore. Contrariamente a quanto previsto, l'uomo ripete solo meccanicamente qualche frase e il direttore se ne va, ma inaspettatamente Merrick pronuncia ad alta voce il ventitreesimo salmo della Bibbia e lo fa tornare sui suoi passi; il direttore si convince e gli concede di restare.
Col passare dei giorni, si viene a scoprire il carattere sensibile e sofisticato di Merrick, che nascondeva ciò per non essere maltrattato ancora di più da Bytes. Il caso dell'Uomo Elefante giunge alla corte della regina Vittoria, la quale apre una colletta per permettere di dare adeguate cure all'uomo. Treves, affascinato dall'uomo, lo porta in visita a casa sua a prendere il tè e gli fa conoscere la sua consorte, Anne. Durante lo scambio di parole, Merrick mostra alla signora Treves il suo più prezioso oggetto di valore: una foto di sua madre.
Dopo questi episodi, Merrick viene visitato dalla nota attrice teatrale Miss Madge Kendall, la quale gli dona un suo autoritratto e la tragedia di Shakespeare Romeo e Giulietta. La visita dell'attrice ottiene ampia eco in tutto il paese e molti aristocratici e rappresentanti dell'alta borghesia vogliono conoscere Merrick. Nonostante la positività degli avvenimenti, Madre Shead esprime il suo disappunto a Treves, dicendogli che sta continuando a trattare Merrick come un fenomeno da baraccone, anche se è celebrato da una classe superiore. Ciò turba fortemente Treves, che inizia a domandarsi se sta facendo le cose giuste per Merrick o no.
Durante una riunione del consiglio riguardo al tempo indeterminato del mantenimento di Merrick, la patrona reale dell'ospedale, Alexandra, porta un messaggio da parte della regina Vittoria, affermando che i fondi per il mantenimento permanente di Merrick all'ospedale sono stati finanziati. Ma proprio allora Merrick viene rapito da Bytes, dopo che all'insaputa di tutti, Jim, un violento e disonesto guardiano notturno dell'ospedale, faceva entrare prostitute e alcolizzati per tormentare Merrick. Bytes lo porta nell'Europa continentale, dove lo esibisce in circhi e fiere, sottoponendolo a trattamenti disumani. Un giorno durante uno spettacolo in Belgio,  Merrick, debole e morente, crolla per terra, così Bytes, ubriaco,  lo chiude furiosamente in una gabbia di notte con alcune scimmie a lasciarlo morire. Alla scoperta del rapimento di John Merrick e grazie a un testimone, Treves prende provvedimenti contro il vile guardiano notturno dell'ospedale insieme a Madre Shead. Intanto Merrick viene aiutato dai suoi compagni fenomeni da baraccone, che lo aiutano a fuggire e gli procurano i mezzi per un viaggio di ritorno a Londra.
Arrivato alla stazione di Liverpool Street, Merrick viene tormentato da un gruppo di ragazzini e scappa, ma durante la corsa colpisce accidentalmente una bambina, suscitando l'ira dei presenti che lo privano della maschera e lo inseguono fino al bagno della stazione dei treni, dove Merrick sviene dalla stanchezza dopo essersi sfogato «No!!! Io... non sono un elefante!! Io non sono un animale, sono un essere umano!!! Un uomo... un uomo!». Mentre Treves inizia le ricerche di Merrick, eccolo arrivare scortato in ospedale da Scotland Yard. Treves e i dottori scoprono che Merrick è prossimo alla morte per via di una broncopneumopatia cronica ostruttiva. La sera, Merrick viene invitato dalla signora Kendall al teatro per vedere una pantomima basata sulla fiaba de Il gatto con gli stivali, dove viene accolto calorosamente dal pubblico presente alla fine dello spettacolo.
Tornato in ospedale, Merrick ringrazia Treves per tutto ciò che ha fatto per lui, chiamandolo più volte "amico". Terminata la conversazione con Treves, Merrick si sdraia supino sul letto, togliendo tutti i cuscini che fungevano da sostegno per la massa abnorme del capo. Merrick sa che tale posizione di riposo, uguale a quella degli esseri "normali", gli provocherà la morte per soffocamento; oramai deciso, muore nella serenità e nella pace che ha sempre desiderato e mai avuto. Nell'ultima scena si intravede Mary Jane, la madre di John, accoglierlo nell'infinito dell'universo citando il monologo "Niente morirà mai" di Tennyson.

## Produzione
In principio, la sceneggiatura era stata offerta a Terrence Malick, il quale rifiutò la direzione del film. A questo punto David Lynch, il quale aveva appena finito di scrivere la sceneggiatura di Ronnie Rocket, fu contattato dall'amico Stuart Cornfeld, giovane produttore, che gli propose quella di The Elephant Man. David Lynch ne rimase immediatamente colpito e accettò. La sceneggiatura era stata scritta da Eric Bergen e Christopher de Vore che si erano basati sui libri The Elephant Man and Other Reminiscences di Sir Frederick Treves e The Elephan Man: A Study in Human Dignity di Ashley Montagu; successivamente Lynch la modificò adattandola al suo stile.
La sceneggiatura arrivò tra le mani di Anne Bancroft che la passò al marito Mel Brooks, allora agli esordi come produttore, che decise di fare il film. Brooks però non conosceva affatto Lynch e temeva di affidare un progetto così importante ad un giovane regista inesperto; si convinse dopo aver visto Eraserhead - La mente che cancella. Brooks non volle apparire tra i crediti come produttore, per evitare l'associazione del film (da parte del pubblico) a una delle sue commedie.
Per realizzare il trucco su John Hurt, il regista David Lynch ottenne il permesso di prelevare dei calchi del corpo di Merrick, conservati tuttora nel museo del Royal London Hospital.

### Colonna sonora
Durante i titoli di testa e nella scena finale del film, viene usato come tema musicale l'Adagio per archi di Samuel Barber; questo tema fu voluto da David Lynch, direttore musicale e del design del suono, oltreché regista e sceneggiatore del film.

## Distribuzione
Il film è stato presentato in anteprima mondiale a New York (USA) il 3 ottobre 1980. La distribuzione cinematografica ha avuto termine il 15 gennaio 2004 nelle sale di proiezione ceche, successivamente il film è stato re-distribuito a Tokyo (Giappone) dal 20 novembre 2004. Il 1º luglio 2007 il film è stato proiettato negli USA durante il Los Angeles Film Festival.
| Date di release internazionali | Date di release internazionali | Date di release internazionali | Date di release internazionali             |
| Paese                          | Titolo film                    | Date                           | Note                                       |
| ------------------------------ | ------------------------------ | ------------------------------ | ------------------------------------------ |
| Stati Uniti                    | The Elephant Man               | 3 ottobre 1980                 | Anteprima del film a NYC                   |
| Stati Uniti                    | The Elephant Man               | 10 ottobre 1980                |                                            |
| Brasile                        | O Homem Elefante               | 22 dicembre 1980               |                                            |
| Francia                        | The Elephant Man               | gennaio 1981                   | Anteprima nazionale al Festival di Avoriaz |
| Australia                      | The Elephant Man               | 15 gennaio 1981                |                                            |
| Paesi Bassi                    | The Elephant Man               | 15 gennaio 1981                |                                            |
| Finlandia                      | Elefanttimies                  | 23 gennaio 1981                |                                            |
| Germania dell'Est              | Der Elefantenmensch            | 13 febbraio 1981               |                                            |
| Svezia                         | Elefantmannen                  | 23 febbraio 1981               |                                            |
| Italia                         | The Elephant Man               | 6 marzo 1981                   |                                            |
| Francia                        | The Elephant Man               | 8 aprile 1981                  |                                            |
| Giappone                       | The Elephant Man               | 9 maggio 1981                  |                                            |
| Hong Kong                      | The Elephant Man               | 15 ottobre 1981                |                                            |
| Filippine                      | The Elephant Man               | 23 giugno 1984                 | Film proiettato solamente a Davao          |
| Ungheria                       | The Elephant Man               | 19 dicembre 1985               |                                            |
| Repubblica Ceca                | The Elephant Man               | 15 gennaio 2004                |                                            |
| Giappone                       | The Elephant Man               | 20 novembre 2004               | Ri-distribuzione cinematografica a Tokyo   |
| Stati Uniti                    | The Elephant Man               | 1º luglio 2007                 | Proiezione al Los Angeles Film Festival    |

Il film è stato un successo al botteghino, incassando 26 milioni di dollari negli Stati Uniti. In Giappone, è stato il secondo film straniero con il maggior incasso dell'anno, con affitti cinematografici di 2,45 miliardi di yen.

## Accoglienza
Alla 53ª edizione della cerimonia di premiazione degli Oscar il film ha ricevuto otto candidature, senza vincere però alcun premio (fu invece il film di Robert Redford Gente comune (Ordinary People) ad aggiudicarsi la vittoria nelle categorie più ambite: miglior film e miglior regia). Come riportato dal produttore esecutivo Stuart Cornfeld, Mel Brooks affermò in merito: «Da qui a dieci anni Gente comune sarà la risposta a un gioco di società; ma la gente andrà ancora a vedere The Elephant Man.»
All'8ª edizione del Festival internazionale del film fantastico di Avoriaz del 1981, The Elephant Man fu premiato come film dell'anno.
Nel 1982 vince un Premio César nella categoria dei film stranieri.
In occasione dei 40 anni dall'uscita, è tornato al cinema a fine settembre 2020 il film "The Elephant Man" di David Lynch nella versione restaurata a cura di StudioCanal con la supervisione dello stesso regista, distribuita da Cineteca di Bologna, già vista in anteprima al festival Il Cinema Ritrovato.

## Riconoscimenti
- 1981 - Premio Oscar
  - Candidatura come Miglior film a Jonathan Sanger
  - Candidatura come Migliore regia a David Lynch
  - Candidatura come Miglior attore protagonista a John Hurt
  - Candidatura come Migliore sceneggiatura non originale a Christopher De Vore, Eric Bergren e David Lynch
  - Candidatura come Migliori costumi a Patricia Norris
  - Candidatura come Migliore scenografia a Stuart Craig, Robert Cartwright e Hugh Scaife
  - Candidatura come Miglior montaggio a Anne V. Coates
  - Candidatura come Miglior colonna sonora a John Morris
- 1981 - Golden Globe
  - Candidatura come Miglior film drammatico
  - Candidatura come Migliore regia a David Lynch
  - Candidatura come Miglior attore in un film drammatico a John Hurt
  - Candidatura come Migliore sceneggiatura a Christopher De Vore e Eric Bergren
- 1981 - Premio BAFTA
  - Miglior film a Jonathan Sanger
  - Miglior attore protagonista a John Hurt
  - Migliore scenografia a Stuart Craig, Robert Cartwright e Hugh Scaife
  - Candidatura come Migliore regia a David Lynch
  - Candidatura come Migliore sceneggiatura non originale a Christopher De Vore, Eric Bergren e David Lynch
  - Candidatura come Migliore fotografia a Freddie Francis
  - Candidatura come Miglior montaggio a Anne V. Coates
- 1982 - Premio César
  - Miglior film straniero a David Lynch
- 1981 - Festival internazionale del film fantastico di Avoriaz
  - Grand Prix a The Elephant Man di David Lynch

## Inesattezze storiche
Il film si basa su eventi storici, ma presenta numerosi anacronismi. Partendo in ordine temporale, gli incidenti alla stazione ferroviaria in Belgio sono accaduti prima dell'entrata in ospedale di Merrick e non dopo come figurato nel film. Merrick si recò in Belgio di sua iniziativa perché i freak show divennero illegali in Gran Bretagna, mentre nel film Merrick viene rapito e portato in Belgio.
Frederick Treves non portò via Merrick durante uno spettacolo per salvarlo dagli abusi; Merrick fu segnalato a Treves da un altro giovane chirurgo, che ebbe modo di vedere una sua esibizione tempo prima.
Contrariamente a quanto raccontato dal film, Treves non insegnò a Merrick alcuna parola. A causa della deformità sparsa in tutto il capo, la bocca risultava danneggiata, impedendo a Merrick l'uso della parola; dopo numerosi interventi nell'ospedale cui era in cura, Merrick riuscì a parlare liberamente, senza l'appoggio di nessuno.
Il brutale e alcolista Bytes è un personaggio di fantasia inserito nel film per sviluppare la storia.
Il film presenta, alcune volte, un errore comune in molte biografie e opere di finzione sulla vita di Merrick: questi viene chiamato John, quando in realtà il suo vero nome era Joseph.